# Satellite (chanson de Harry Styles)
Singles de Harry Styles
Music for a Sushi Restaurant
(2022)
Satellite est une chanson du chanteur britannique Harry Styles, sortie le 3 mai 2023 comme quatrième single de l’album Harry's House, publiée sous les labels Erskine Records et Columbia Records.

## Clip
Un clip est diffusé le 3 mai 2023 produit par Aube Perrie et suit un robot aspirateur à travers différents paysages après un concert du chanteur,.